# Gottfried Lindauer

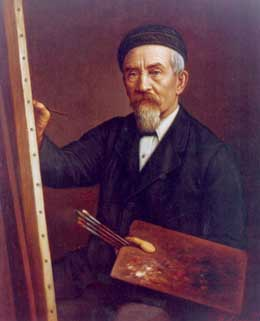
Gottfried Lindauer auf einem Selbstporträt

Gottfried Lindauer, auch bekannt als Bohumír Lindaur oder Gottfried Lindaur (* 5. Januar 1839 in Pilsen, Kaisertum Österreich; † 13. Juni 1926, Woodville, Neuseeland) war ein böhmischer Maler, der 1881 die neuseeländische Staatsbürgerschaft annahm. Er war vor allem als Porträtmaler für seine Darstellungen mehrerer Māori-Oberhäupter in Neuseeland bekannt. Seine Bilder sind teilweise detailgetreue Dokumentationen der traditionellen Kleidung der Māori, deren Schmuck, Waffen und dem Tā moko.

## Leben
Lindauer wurde 1839 geboren. Ab 1855 studierte er an der Akademie der bildenden Künste Wien unter Leopold Kupelwieser und Joseph von Führich. Um nicht in die Gemeinsame Armee eingezogen zu werden, reiste er 1873 nach Deutschland und emigrierte im darauf folgenden Jahr über Hamburg nach Neuseeland, wo er am 6. August 1874 Wellington erreichte.
Lindauer starb 1926 und wurde auf dem Gorge-Friedhof in Woodville beerdigt.

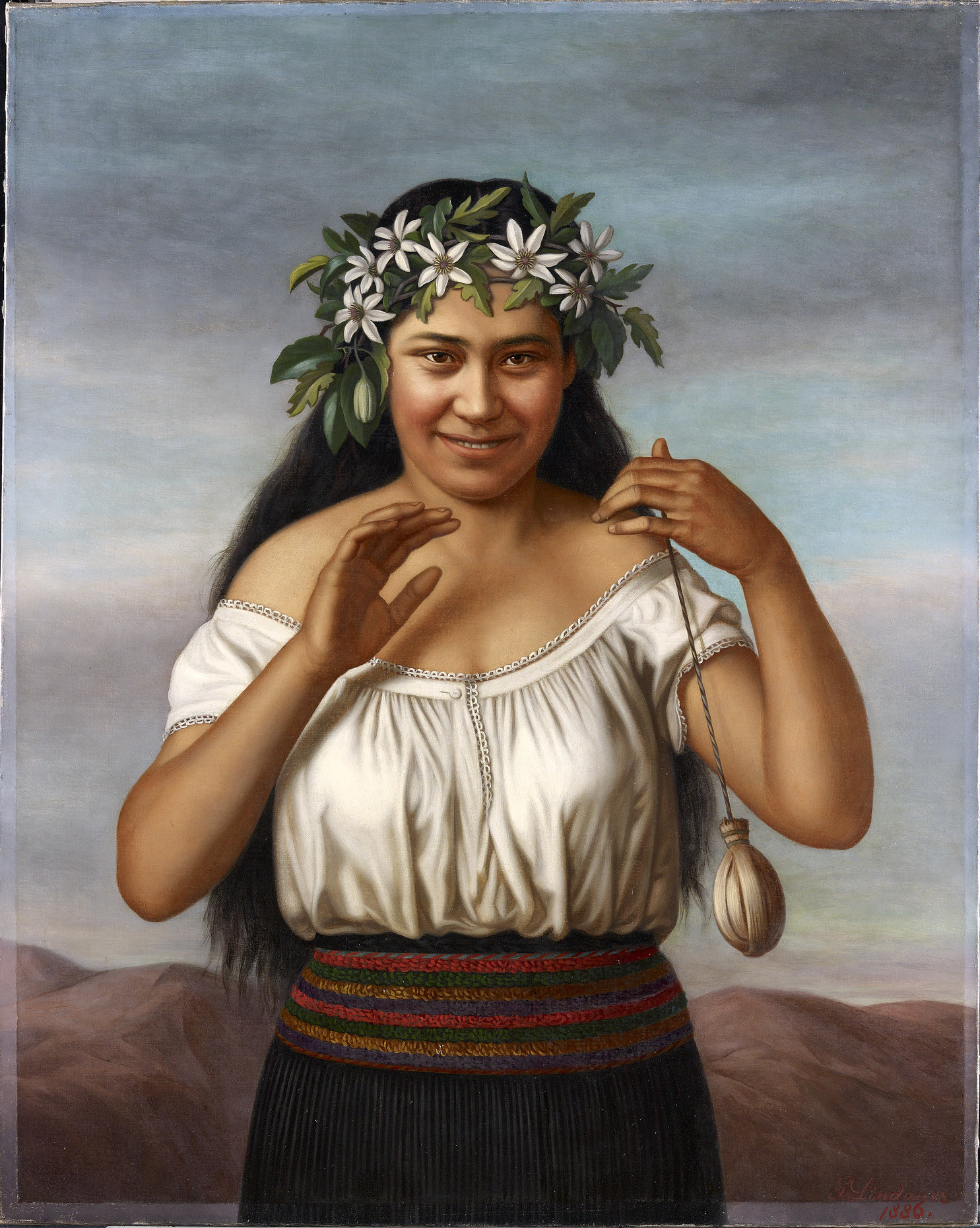
Portrait von Terewai Horomona ohne Gesichts-Tätowierung
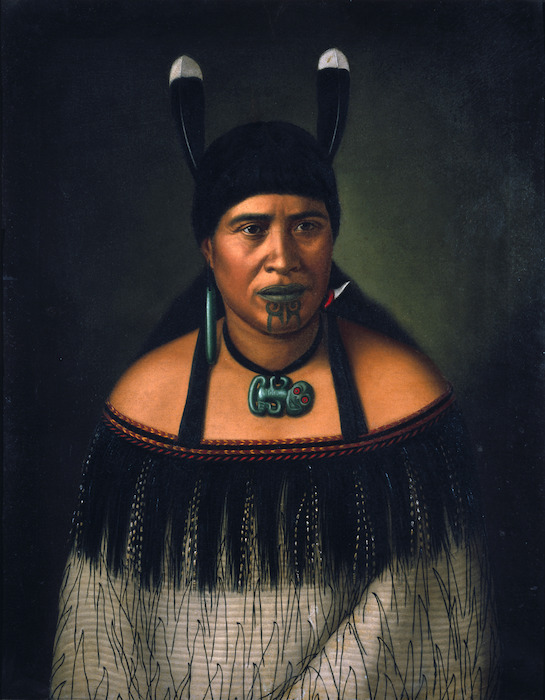
Hinepare mit Gesichts-Tätowierung
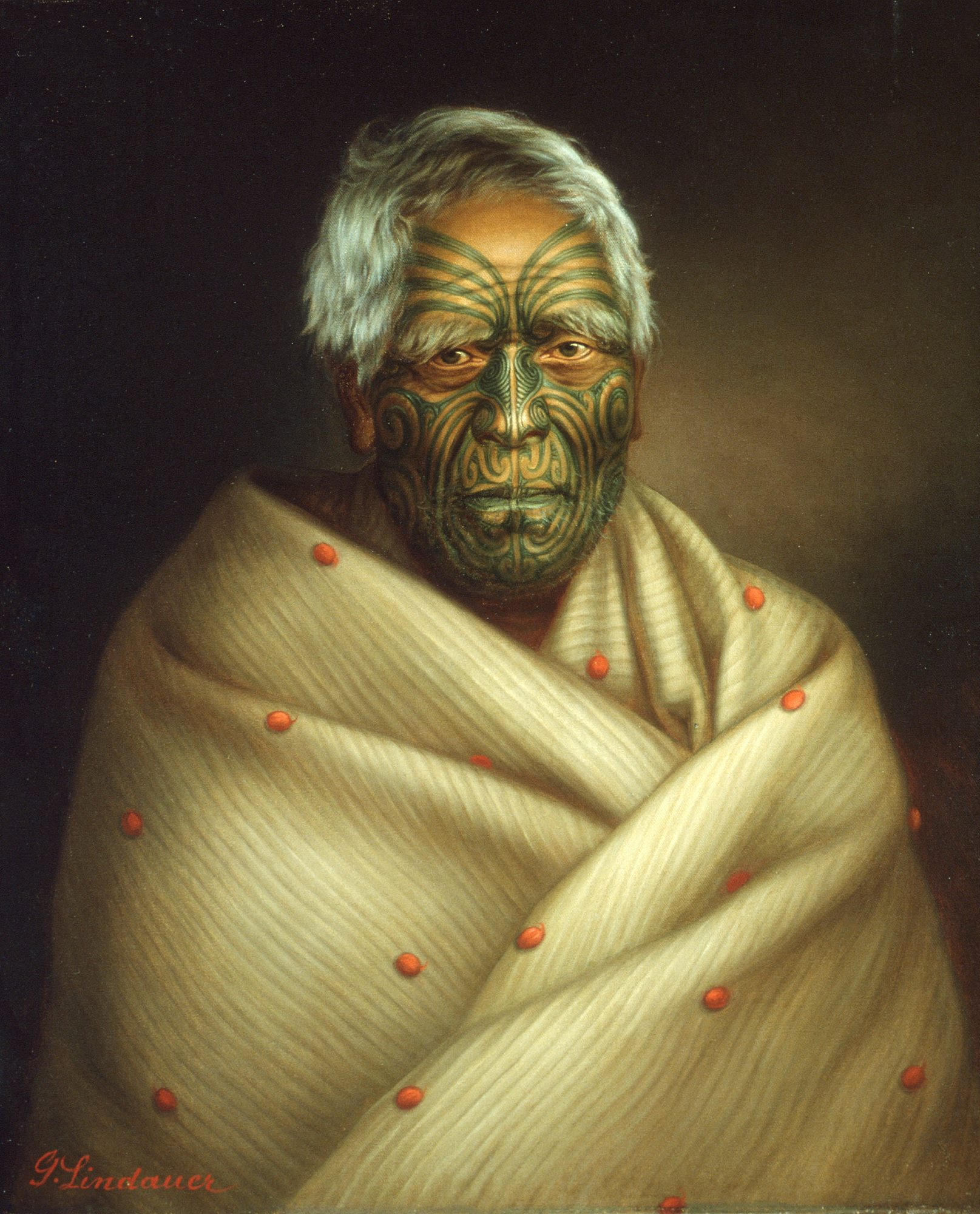
Paratene Te Manu mit Gesichts-Tätowierung
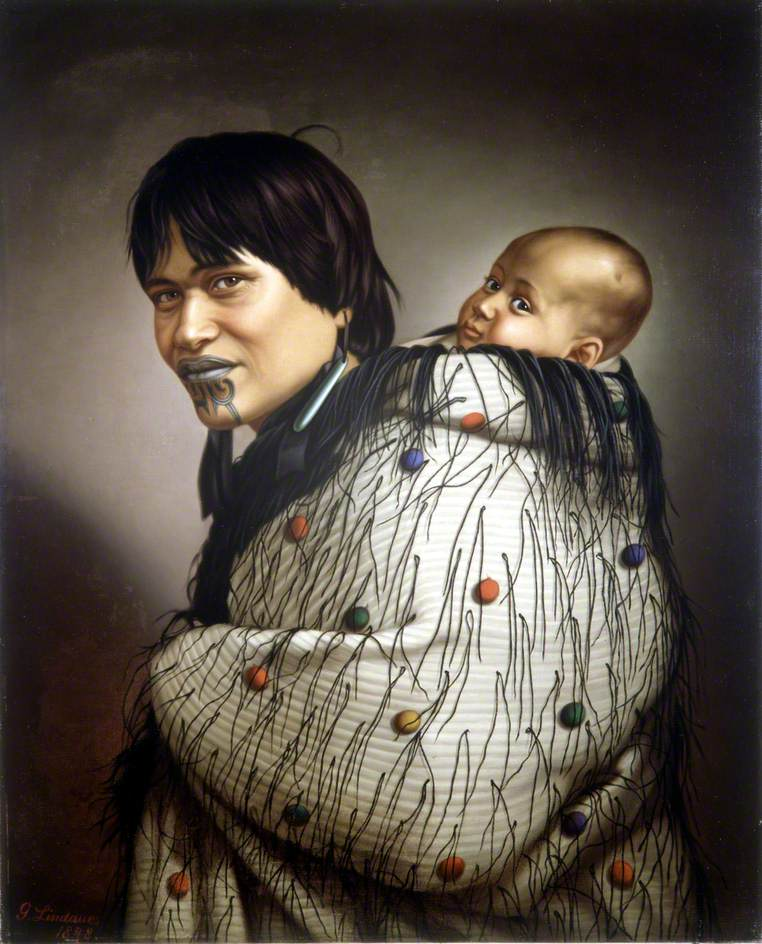
Heeni Hirini (auch bekannt als Ana Rupene), die ein Baby auf dem Rücken trägt

## Ausstellungen
Die Alte Nationalgalerie in Berlin zeigte vom 20. November 2014 bis zum 12. April 2015 die Ausstellung Gottfried Lindauer. Die Māori Portraits, nach Angaben des Museums die erste Ausstellung außerhalb von Neuseeland, bei der die Māori-Porträts des Künstlers präsentiert wurden. Die Ausstellung bedurfte zuvor der Zustimmung der Nachfahren der dargestellten Personen.